# Токи высокой частоты

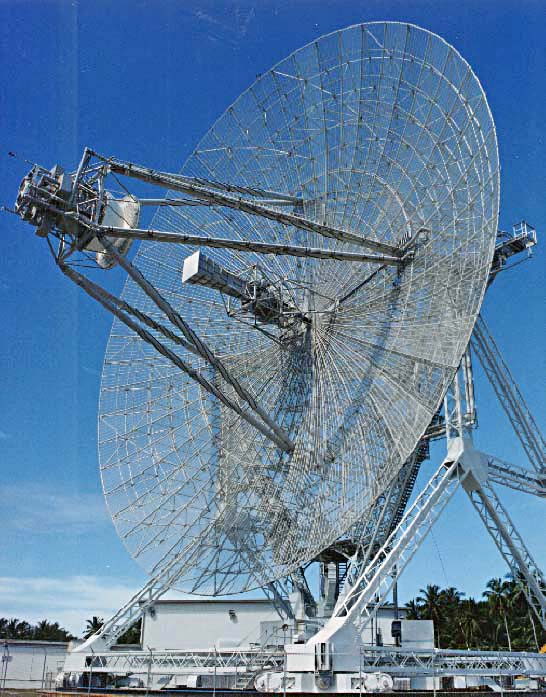
Радар

Токи высокой частоты — переменный ток (начиная с частоты приблизительно в десятки кГц), для которого становятся значимыми такие явления, как излучение электромагнитных волн, и скин-эффект. Кроме того, если размеры элементов электрической цепи становятся сравнимыми с длиной волны переменного тока, то нарушается принцип квазистационарности, что требует особых подходов к расчёту и проектированию таких цепей.

## Получение
Для получения токов с частотой до нескольких десятков килогерц применяют электромашинные генераторы, состоящие из двух основных частей: ротора и статора. Их обращённые друг к другу поверхности имеют зубцы, взаимное перемещение которых вызывает пульсацию магнитного поля. Частота получаемого таким образом тока равна произведению числа зубцов ротора на частоту его вращения. До 1950-х годов электромашинные радиопередатчики использовались в радиовещании и радиосвязи (см. Радиостанция Гриметон).
Более распространённый способ получения ТВЧ — применение колебательных контуров. Это может быть электрическая цепь, имеющая в своём составе ёмкость и индуктивность. (См. Генератор сигналов).
Для получения сантиметровых и миллиметровых волн (то есть тока с частотой в миллиарды герц), используют приборы с объёмным резонатором (клистрон, магнетрон, ЛБВ, ЛОВ, гиротрон). В безвоздушном пространстве вблизи раскалённого катода помещают электрод, в котором сделаны одна или несколько полостей, в которые направляется поток электронов. При правильном подборе напряжения электрического поля, направления и мощности потока электронов он группируется в отдельные сгустки. Длина электромагнитной волны, получаемой в полости резонатора, приблизительно равна удвоенной длине этой полости.

## Применение
Токи высокой частоты применяются в машиностроении для термообработки поверхностей деталей и сварки (см. Скин-эффект), в металлургии для плавки металлов, а также для получения электромагнитных волн необходимой частоты (радиосвязь, радиолокация).

### Индукционный нагрев
Заготовка помещается внутрь установки, создающей за счёт обмотки переменное высокочастотное электромагнитное поле, которое, в свою очередь, заставляет двигаться свободные электроны в металлах, порождая тем самым переменный электрический ток внутри заготовок; у диэлектриков же электромагнитное поле заставляет вращаться молекулы в зависимости от величины их дипольного момента.

## Безопасность
Токи высокой частоты, как принято считать, безвредны при прохождении через человеческое тело благодаря скин-эффекту. Однако электрическое и магнитное поля, а также электромагнитное излучение, создаваемые в присутствии ТВЧ, вероятно может оказывать вредное воздействие на живые организмы.